# Dribling
În sporturi, cum sunt fotbal, baschet, hochei pe iarbă și polo pe apă, dribling-ul sau driblarea se referă la efectuarea de manevre tehnice înșelătoare cu o minge, pentru a ocoli pe un apărător, prin bătăi scurte și abile sau prin lovituri cu picioarele (în fotbal), mâinile (baschet), cu un băț (hochei pe iarbă) sau prin lovirea apei (polo pe apă). Scopul unei asemenea acțiuni este înșelarea adeversarului astfel încât mingea să ocolească apărătorul în mod legal și să creeze ocazii de a înscrie.
Folosit cu referire la persoane, caracterizează tehnica folosită de acestea de a face un neadevăr să pară drept adevăr, sau de a păcăli.